# Дунайская заря
Дунайская заря — газета Кілійського району Одеської області, суспільно-політичне видання. Позиціонує себе як «незалежна газета». Виходить з 3 квітня 1945 року, на 2013 рік — два рази на тиждень (по вівторках та п'ятницях). Мови видання — російська та українська.
Адреса редакції:
- 68303, Одеська область, Кілійський район, м. Кілія, вул. Гагаріна, 84.
- Вебсайт: http://kiliya.info [Архівовано 9 березня 2022 у Wayback Machine.]